# Otto Bolesch
Otto Bolesch (* 17. Juli 1918; † 7. April 2005 in Wien) war ein österreichischer Schauspieler.

## Leben
Bolesch begann seine Karriere 1951 mit dem Abenteuerfilm Nacht am Mont Blanc. Im Jahr 1965 spielte er in der Kriminal-Fernsehserie Stahlnetz – Nacht zum Ostersonntag mit, deren Geschichten auf wahren Begebenheiten basierten. In der zweiten Verfilmung von Erich Kästners Roman für Kinder Das fliegende Klassenzimmer war er 1973 als Professor Kreuzkamm zu sehen.
Otto Bolesch war von 1978 bis 2000 fest am Wiener Burgtheater engagiert, wo er in diversen unterschiedlichen Rollen agierte. Weitere Engagements führten ihn unter anderem nach München, Salzburg und Bregenz. Daneben arbeitete Bolesch auch für den Hörfunk und fürs Fernsehen, wo er beispielsweise mehrfach in den Serien Tatort, Derrick und Der Kommissar zu sehen war.
Boleschs Grab befindet sich in Wien auf dem Gersthofer Friedhof (1-5-76).

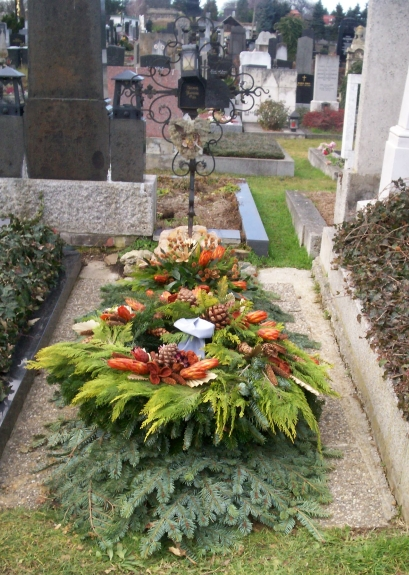
Grabstätte Otto Bolesch auf dem Gersthofer Friedhof

## Filmografie (Auswahl)
- 1951: Weiße Schatten
- 1951: Nacht am Mont Blanc
- 1955: 08/15 Zweiter Teil
- 1958: Sebastian Kneipp – Ein großes Leben
- 1962: Barras heute
- 1965: Stahlnetz: Nacht zum Ostersonntag
- 1967: Polizeifunk ruft – Gefährlicher Spaziergang
- 1967: Liebesgeschichten (3 Folgen)
- 1968: Die letzten Tage der Menschheit
- 1971: Der Kommissar (Krimiserie, Folge: Der Tod des Herrn Kurusch)
- 1972: Pater Brown (Fernsehserie, Folge Der richterliche Spiegel)
- 1972: Der Kommissar (Folge: Schwester Ignatia)
- 1973: Das fliegende Klassenzimmer
- 1975–1976: Das feuerrote Spielmobil
- 1977: Tatort – Das Mädchen am Klavier
- 1978: Polizeiinspektion 1 (Fernsehserie, Folge: Der Skiausflug)
- 1979: Derrick (Krimiserie, Folge: Kalkutta)
- 1977: Die Jugendstreiche des Knaben Karl
- 1978: Die fabelhafte Familie Koo in der Zauberkiste (13-tlg. Fernsehserie)
- 1979: Derrick (Folge: Das dritte Opfer)
- 1980: Land, das meine Sprache spricht
- 1982: Kalkstein
- 1984: Derrick (Folge: Das Mädchen in Jeans)
- 1989: Fabrik der Offiziere
- 1989: Tatort – Bier vom Faß

## Hörspiele (Auswahl)
- 1986: Frank Manley: Sündflut (James Terry Crews) – Regie: Dieter Carls (Kriminalhörspiel – WDR)